# Holtzmanns Gesetz
Holtzmanns Gesetz (auch: Verschärfung) ist ein urgermanisches Lautgesetz, das nach Adolf Holtzmann (1810–1870) benannt ist, der zwischen 1835 und 1836 erstmals auf das Phänomen der aus Halbvokalen entstandenen geminierten Obstruenten im Gotischen und Altnordischen aufmerksam machte:
| Indogermanisch | Urgermanisch    | Altnordisch Gotisch      | Beispiele                                                         | Bedeutungen                         |
| -------------- | --------------- | ------------------------ | ----------------------------------------------------------------- | ----------------------------------- |
| idg. *-u̯-      | > urgerm. *-u̯u̯- | > an. -ggv- > got. -ggw- | urgerm. *trewwjaz > an. tryggr (tryggva) > got. triggws (triggwa) | ‘treu, sicher, zuverlässig, sicher’ |
| idg. *-i̯-      | > urgerm. *-i̯i̯- | > an. -ggj- > got. -ddj- | urgerm. *twajjḗ / *twajjṓ > got. twaddje > an. tveggja            | ‘zwei’ bzw. ‘von zwei’ (Gen. Pl.)   |

Holtzmanns Gesetz gewann in der umstrittenen Hypothese des Gotonordischen durch Ernst Schwarz in der germanischen Sprachwissenschaft an Bedeutung. So führt Schwarz (1951) die Verschärfung – er nennt es „Gutturalisierung“ – als einen sprachwissenschaftlichen Beweis für die skandinavische Urheimat der Goten und für die nähere Verwandtschaft des Nordgermanischen und Ostgermanischen gegenüber dem Westgermanischen an.
Das als Holtzmanns Gesetz bezeichnete Phänomen sowie seine Bedingungen sind in der Forschung allerdings bis heute umstritten.

## Ausgangslage

### Holtzmanns Beobachtung
In seiner Altdeutschen Grammatik, in der die altgermanischen Sprachen Althochdeutsch, Altsächsisch, Angelsächsisch, Altnordisch und Gotisch behandelt werden, hält Holtzmann, ausgehend von Beispielen, fest, dass die Lautfolgen got. ddj, ggw und an. ggj, ggv durch «Verhärtung» aus jj bzw. vv entstanden seien. Holtzmann verbindet so explizit die gotischen und altnordischen Lautfolgen miteinander und setzt sie miteinander gleich.

### Problematik
Die Verschärfung als gemeinsame Innovation des Altnordischen und des Gotischen im Gegensatz zum Westgermanischen ist vor allem aus zwei Gründen umstritten: Erstens zeigen im Altnordischen und Gotischen nicht immer die gleichen Wörter Verschärfung, wie z. B. an. Frigg (Name der Göttin Frigg) mit Verschärfung im Gegensatz zu got. frijōn ‘lieben’ ohne Verschärfung. Zweitens scheint die Verschärfung auch im Westgermanischen vereinzelt eingetreten zu sein, so z. B. in ahd. brucca, brukka und afries. brigge, bregge, bregga ‘Brücke’.
Als kontrovers gilt darüber hinaus auch die Aussprache der Lautfolgen /-ggv-, -ggw-, -ggj-, -ddj-/. So wurde zum Beispiel über einen möglichen Lautwert [jj] von -ddj- und -ggj- und [ŋg] des got. -ggw-, entsprechend der Aussprache got. gg [ŋg] nach griechischem Vorbild, spekuliert.

### Kognaten (Beispiele)
| Germanisch (allgemein) | Westgermanisch                              | Nordgermanisch                     | Ostgermanisch                        | Bedeutungen                       |
| ---------------------- | ------------------------------------------- | ---------------------------------- | ------------------------------------ | --------------------------------- |
| /ww/                   | ahd. gitriuwi as. triuwi ae. trēowe         | an. tryggvan (Akk.)                | got. triggws                         | ‘wahr; treu, zuverlässig; sicher’ |
| /ww/                   | ahd. glauwēr as. glauworro ae. glēaw ‘klug’ | an. glǫggr ‘streng; klar’          | got. glaggwo, glaggwaba ‘vorsichtig’ | verschiedene Bedeutungen          |
| /ww/                   | ahd. houwan as. hauwan ae. hēawan           | an. hǫggva                         | (nicht belegt)                       | ‘(zer)hauen, schneiden’           |
| /jj/                   | ahd. zwei(i)o as. tweio ae. twēġea [j]      | an. tveggja                        | got. twaddje                         | ‘zwei, von zwei’ (Gen. Pl.)       |
| /jj/                   | ahd. as. ei ae. ǣġ [j]                      | an. egg                            | krimgot. ada                         | ‘Ei’                              |
| /jj/                   | as. wei                                     | aisl. veggjar (Gen. Sg. von veggr) | got. waddjus                         | ‘Wand’                            |

## Forschungsgeschichte und Erklärungsversuche
Die Bedingungen dieses Lautwandels wurden lange diskutiert, da anscheinend zufällig gewisse Wörter davon betroffen waren und andere nicht. Die frühesten Erklärungsversuche für das Phänomen der Verschärfung waren kaum mehr als Verfeinerungen der Beobachtung Holtzmanns. Parallel zum Vernerschen Gesetz wurde dann der Einfluss des indogermanischen Wortakzents angenommen. Abgelöst wurde diese Theorie wiederum durch die Annahme der Abhängigkeit von einem indogermanischen Laryngal. Weitere nachfolgende Erklärungsversuche beinhalteten u. a. Analogie, Apophonie und Allophonie. Zudem wurde immer wieder diskutiert, ob es sich um eine gotisch-altnordische Innovation oder einen universalen Lautwandel handelt und ob der Lautwandel im Indogermanischen, Germanischen oder in den Einzelsprachen stattfand.

### Indogermanischer Wortakzent
Als Auslöser für die Verschärfung wurde in der Forschung zunächst der indogermanische Wortakzent angeführt, wobei auch diskutiert wurde, ob es dabei ein vorausgehender oder ein nachfolgender Akzent oder sogar zwei flankierende Akzente seien. Als Gegenargument gilt das allgemeine Eintreten der Verschärfung beim gotischen starken Verb bliggwan ‘schlagen’: bliggwan (Infinitiv) – blaggw (1./3.Pers.Sg.Prät.) – bluggwum (1.Pers.Pl.Prät.) – bluggwans (Part. Perf.). Unter Einfluss des indogermanischen Wortakzents müssten die Formen des Verbs nämlich lauten: *bliwan - *blaw – bliggwum – bluggwans.

### Indogermanischer Laryngal
Die Wortakzent-Theorie wurde später durch Erklärungsversuche anhand von indogermanischen Laryngalen abgelöst. Es wurde angenommen, dass die Halbvokale nach einem Laryngal, der wiederum geschwunden war, und vor einer betonten Silbe gedehnt wurden. Als Einwand wird hier erhoben, dass die Verschärfung in einigen Fällen, in denen kein Laryngal rekonstruiert wird, trotzdem eintritt. Ein Beispiel dafür sind die Wörter an. egg und krimgot. ada ‘Ei’.

### Morphologischer Ausgleich
Eine morphologische Erklärung durch Ablaut und morphologischen Ausgleich bzw. Analogie bietet Jerzy Kuryłowicz (1967). Als Gegenargument wird hier jedoch angebracht, dass ein einfacher phonologischer Lautwandel, d. h. die Einfügung eines Halbvokals in den Hiat, einer solchen komplexen Erklärung durch Analogie vorzuziehen sei.

### Diphthongierung oder Diphthongverhärtung
Hjalmar P. Petersen interpretiert die Verschärfung als eine Diphthongierung oder Diphthongverhärtung mit einer Plosiv-Aussprache als Resultat. Als Ursache für den Lautwandel sieht Petersen den ambisyllabischen Charakter der Halbvokale. Nach Petersen findet die Verschärfung zunächst in zwei- oder mehrsilbigen Wortformen statt und zwar in den Strukturen *[eu.e/ew.e] und *[ei.e/ej.e] ('.' bezeichnet die Silbengrenze). Ist das erste Element der Diphthonge dabei ein geschlossener, kurzer und vorderer/hinterer Vokal, wird ein Halbvokal eingeschoben, *[ej.je] und *[ew.we], um einen Hiat zu vermeiden. Besonders wenn die Wortform in einer betonten Position eines Satzes steht, wandelt sich der Halbvokal in einen Frikativ: *[eɣ.we] und *[eɣ.je]. Die Frikative werden dann zu Plosiven *[eg.we] und *[ed.je] bzw. *[eg.je]. Schließlich findet ein analogischer Ausgleich auch in einsilbigen Wortformen statt.

## Verschärfung im Westgermanischen
Hinweise auf Verschärfungen im Westgermanischen wurden in der Forschungsgeschichte relativ früh entdeckt und anschließend immer wieder behandelt. Es handelt sich bei der Verschärfung also sehr wahrscheinlich nicht um eine gemeinsame Innovation des Nord- und Ostgermanischen. Somit steht das Westgermanische auch nicht unbedingt isoliert diesen beiden Sprachzweigen gegenüber.

### Kognaten (Beispiele)
| Westgermanisch                                                           | Nordgermanisch                      | Ostgermanisch  | Bedeutung |
| ------------------------------------------------------------------------ | ----------------------------------- | -------------- | --------- |
| ahd. brucca, brukka afries. brigge, bregge, bregga as. bruggia ae. bryċġ | an. bryggja ‘Pier’ an. brú ‘Brücke’ | (nicht belegt) | ‘Brücke’  |
| ahd. mucca as. muggia ae. myċġe                                          | an. mý aschwed. mygg(a)             | (nicht belegt) | ‘Mücke’   |
| as. suga ae. suġu                                                        | an. sýr (Dat.Akk.Sg. sú)            | (nicht belegt) | ‘Sau’     |

## Sprachtypologie
Beispiele für Verschärfungen in Form eines Einschubs von Plosiven oder Frikativen nach einem geschlossenen, vorderen/hinteren Vokal finden sich auch in anderen indogermanischen und nicht-indogermanischen Sprachen und Sprachfamilien. Parallele Erscheinungen zur germanischen Verschärfungen in indogermanischen Sprachen existieren z. B. im Färöischen (Färöische Verschärfung), in dänischen Dialekten Westjütlands, deutschen Dialekten, in romanischen Dialekten und im Lettischen. Außer-indogermanische Beispiele der Verschärfung gibt es z. B. im Baskischen, in der birmanischen Sprache Maru (Lhao Vo) und in Bantusprachen. Solche universalen Beispiele sind von Bedeutung für sprachtypologische Erklärungsversuche der germanischen Verschärfung.

### Einführende Literatur
- Neville E. Collinge: The Laws of Indo-European. Amsterdam 1985, Holtzmann's Law, S. 93–101.
- Joseph B. Voyles: Early Germanic Grammar: Pre-, Proto-, and Post-Germanic Languages. San Diego 1992.

### Weiterführende Literatur (Auswahl)
- Friedrich Bechtel: Ueber die urgermanische Verschärfung von j und v. In: NAWG. Nr. 6, 1845, S. 235–239.
- Robert S. P. Beekes: Germanic Verschärfung and no laryngaeals. In: Orbis. Nr. 21, 1972, S. 327–336.
- Wilhelm Braune: Gotisches ddj und Altnordisches ggj. In: PBB. Nr. 9, 1884, S. 545–448.
- Sophus Bugge: Zur altgermanischen Sprachgeschichte. Germanisch ug aus uw. In: PBB. Nr. 13, 1888, S. 504–515.
- James E. Cathey: A reappraisal of “Holtzmann’s Law”. In: SL. Nr. 24, 1967, S. 56–63.
- Jens Elmegård Rasmussen: Germanic Verschärfung: Tying up loose ends. In: Henning Andersen, E. F. K. Koerner (Hrsg.): Historical Linguistics, Papers from the 8th International Conference on Historical Linguistics. Amsterdam 1990, S. 425–441 (englisch).
- Adolf Holtzmann: Altdeutsche Grammatik, umfassend die gothische, altnordische, altsächsische, angelsächsische und althochdeutsche Sprache. Erster Band. Erste Abteilung. Die specielle Lautlehre. Leipzig 1870. https://archive.org/details/altdeutschegram00holtgoog/page/n8
- Jay Jasanoff: Observations on the Germanic Verschärfung. In: Münchener Studien zur Sprachwissenschaft. Nr. 37, 1978, S. 77–90.
- Friedrich Kluge: Beiträge zur Geschichte der germanischen Conjugation (Excurs über gotisch dd und gg). In: Quellen und Forschungen. Nr. 32, 1879, S. 127–130.
- Jerzy Kuryłowicz: The Germanic Verschärfung. In: Lg. Nr. 43, 1967, S. 445–451.
- Fredrik O. Lindemann: La “Verschärfung” germanique. In: Studia Linguistica. Nr. 1, 1962, S. 1–23.
- Fredrik O. Lindemann: Les origines indo-européennes de la “Verschärfung” germanique. Oslo 1962.
- Fredrik O. Lindemann: Nochmals Verschärfung. In: Nordisk Tidskrift for Sprogvidenskab. Nr. 23, 1968, S. 25–36.
- Jooseppi J. Mikkola: Die Verschärfung des intervokalischen j und w im Gotischen und Nordischen. In: Festschrift Streitberg, 1924, S. 267–271.
- Hjalmar P. Petersen: Verschärfung in Old Norse and Gothic. In: Arkiv för Nordisk Filologi. Nr. 117, 2002, S. 5–27.
- Edgar Polomé: A West Germanic reflex of the Verschärfung. In: Lg. Nr. 25,1949, S. 182–189.
- Edgar Polomé: Laryngaaltheorie en germaanse verscherping. In: Handelingen der Zuidnederlandse Maatschappij voor Taal- en Letterkunde en Geschiedenis. Nr. 4, 1950, S. 61–75.
- Edgar Polomé: Remarks on the problem of the Germanic Verschärfung. In: Festschrift Buyssens, 1970, S. 117–190.
- H. A. Roe: Verschärfung in Faroese. Diss., Harvard University 1965.
- Charley Rowe: The problematic Holtzmann’s Law in Germanic. In: Indogermanische Forschungen. Nr. 108, 2003, S. 258–266.
- Ernst Schwarz: Goten, Nordgermanen, Angelsachsen. Bern / München 1951.
- Henry Lee Smith Jr.: The Verschärfung in Germanic. In: Lg. Nr. 17, 1941, S. 93–98.
- Laura Catharine Smith: What’s all the fuss about 16 words? A new approach to Holtzmann’s Law. In: Göttinger Beiträge zur Sprachwissenschaft. Nr. 1, 1999, S. 66–93.
- Yoshio Tanaka: A proposed hypothesis for Holtzmann’s Law. In: La Linguistique. Nr. 6, 1970, S. 65–80.
- Frans Van Coetsem: Le renforcement des semivoyelles intervocaliques en germanique (j/jj > jj > Gotique ddj etc.). In: Leuvense Bijdragen. Nr. 39, 1949, S. 41–78.